# William Marshal, II conde de Pembroke
William Marshal, II conde de Pembroke (Francés: Guillaume le Maréchal) (1190 – 6 de abril de 1231) fue un noble medieval inglés y uno de los garantes de la Carta Magna. Combatió en la Primera Guerra de los Barones y estuvo presente en la Batalla de Lincoln (1217) junto a su padre Guillermo el Mariscal, que dirigió a las tropas inglesas en esa batalla. Encargó la primera biografía de un caballero medieval, L'Histoire de Guillaume le Mareschal, en honor a su padre.

## Primeros años

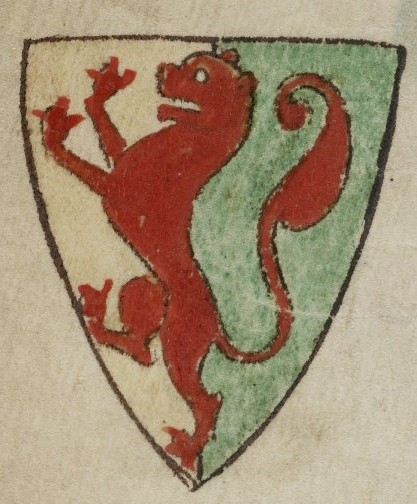
Escudo de armas de William Marshal, II conde de Pembroke: León rampante en gules sobre campo partido en oro y verde

William nació en Normandía probablemente durante la primavera de 1190 y fue el primogénito de Guillermo el Mariscal y su esposa, Isabel de Clare, suo jure condesa de Pembroke y Striguil.
Su temprano contrato de matrimonio con Alice de Bethune en 1203 y sus conexiones con Balduino de Bethune el joven y el caballero de Aumale, Richard Siward, pueden indicar que en algún momento estuvo bajo la tutela del aliado de su padre, Balduino de Aumale. Fue tomado como rehén por Juan I después de que su padre en 1205 presentara homenaje al Rey Felipe II de Francia, y vivió entre los 15 y los 22 años en la corte del rey Juan para garantizar el buen comportamiento de su padre. Fue liberado cuando cumplió la mayoría de edad en 1212, y se casó en 1214. Al ser Alice la única heredera de su padre, esto le permitió usar sus tierras e influencia para formar su propio séquito de caballeros, formado, entre otros, por Fulk fitzWarin, sus primos hermanos, los cuatro hermanos Le Gros, y Balduin de Bethune, el joven, hermano bastardo de su esposa.

## Carrera

### Guerra de los Barones
Durante la Primera Guerra de los Barones de 1215, Guillermo luchó en el bando rebelde, apoyando la reclamación de Luis VIII de Francia mientras su padre luchaba por el derecho del rey inglés. Asistió a la reunión de Stamford en febrero de 1215 y en junio fue uno de los veinticinco ejecutores de Carta Magna y, en consecuencia, fue excomulgado por Inocencio III el 11 de diciembre de ese año. Cuando el rey Luis capturó el Castillo de Worcester en 1216, el joven Guillermo fue ayudado por su padre a huir del castillo, justo antes de que Ranulfo de Blondeville, conde de Chester lo recuperara. En marzo de 1217, se le levantó la excomunión y se unió a la causa real. En la Batalla de Lincoln en 1217 estaba luchando junto a su padre.

### Conde Mariscal
Estaba junto a su padre cuando murió en 1219, sucediéndole como Conde de Pembroke y como Lord Mariscal de Inglaterra. Estos dos poderosos títulos, combinados con el estatus legendario de su padre, convirtieron a William en uno de los nobles más prominentes y poderosos de Inglaterra. También heredó las propiedades familiares en Normandía pero se las cedió a su hermano menor Richard por carta fechada el 20 de junio de 1220.

### Gales e Irlanda
En 1223, regresó desde sus posesiones irlandesas para combatir a Llywelyn el Grande, que había atacado sus dominios en Pembroke. Tuvo éxito, pero sus acciones fueron vistas como demasiado independientes por los Regentes del joven Enrique III; el 23 de abril de 1224 William se casó con Leonor hermana del Rey, con el fin de fortalecer la conexión de la familia entre los Marshal y los Plantagenet. Hugh de Lacy atacó las tierras irlandesas de William junto con los dominios reales en la isla. William fue nombrado Justiciar de Irlanda (1224-1226) y logró someter a de Lacy. En 1225 fundó el Priorato Dominico de la Santísima Trinidad en Kilkenny y comenzó la construcción de los castillos de Carlow y Ferns. Por su apoyo a Aedh Ua Conchobair contra Richard de Burgh en sus reclamaciones a Connacht, fue cesado como Justicar, entregando el cargo al rey en Winchester el 22 de junio de 1226. Debido a su continuo apoyo, tuvo que devolver también a la corona la custodia de los castillos reales de Cardigan y Carmarthen que había capturado a Llywelyn.

### Bretaña
Guillermo acompañó al rey a Bretaña en 1230, y asumió el control de las fuerzas cuando el rey regresó a Inglaterra. En febrero de 1231 William regresó también a Inglaterra para concertar el matrimonio de su hermana Isabel, viuda de Gilbert de Clare, con Ricardo, conde de Cornualles, hermano del rey Enrique III.

## Matrimonio
Guillermo se casó dos veces, pero no tuvo hijos sobrevivientes:
- En septiembre de 1214, a la edad de 24 años, Guillermo con Alicia de Bethune (m. pre-1215), hija del aliado de su padre Balduino de Bethune.
- En 1224, se casó Leonor de Inglaterra, hija menor del rey Juan e Isabel de Angulema,

## Muerte y entierro
William murió el 6 de abril de 1231. Mateo de París registró que Hubert de Burgh, Justiciar de Inglaterra, fue acusado más tarde de envenenar a William, pero no hay otras fuentes que apoyen esto. Fue enterrado el 15 de abril en el Iglesia del Temple en Londres, junto a su padre, donde su efigie todavía se puede ver.

## Legado
William fue responsable de la puesta en marcha de L'Histoire de Guillaume le Mareschal, la primera biografía conocida de un caballero medieval, con el fin de registrar la extraordinaria carrera de su padre. Basado en testimonios orales y escritos, se completó en 1226.
Al no tener hijos supervivientes, sus títulos pasaron a su hermano menor Richard Marshal, III conde de Pembroke. Su falta de herederos masculinos se atribuyó a la maldición lanzada a su familia por el Obispo de Ferns, Ailbe Ua Maíl Mhuaidh. Todos los hermanos de Guillermo heredaron el título sucesivamente, pero como predijo el obispo, ninguno tuvo hijos y la línea masculina de la familia murió a la muerte de Anselm Marshal en 1245.